# 切爾塔諾沃北區
切尔塔诺沃北区（俄語：район Чертаново Северное）是莫斯科南行政区的一区，面积5.40平方公里，人口109,640人。切尔塔诺沃站和南区站位于此区内。